# Szürkeöves szemeslepke
A szürkeöves szemeslepke (Hipparchia fagi) a tarkalepkefélék családjába tartozó, Európától Közép-Ázsiáig elterjedt lepkefaj. 

## Megjelenése
A szürkeöves szemeslepke szárnyfesztávolsága 6,4-7,4 cm. Szárnyai sötétbarnák, csak a hátulsó szárny belső szegélye szürkés árnyalatú. Az elülső és a hátsó szárny szélénél széles fehér sáv fut végig, amit a hímen sűrű, szürkésbarna borítás fed (a hátsó szárnyon ritkábban). A sáv a nőstényen sárga árnyalatú és a barna borítás is csak helyenként, foltszerűen jelentkezik. A hímeknél az elülső szárny csúcsán és a hátsó szárny szélén középtájt kis fekete szemfolt látható, apró fehér pupillával. A nőstényeknél (és ritkán a hímeknél) még egy kisebb szemfolt jelentkezik, az elülső szárnyak középtáján (a cu érközben).
A szárnyak fonákja a felső oldalhoz hasonló, a szemfolt nagyobb, a hátsó szárnyak szürkésbarnán márványozottak és a széles fehér sáv belső határát egy vékony, zegzugos fekete csík alkotja. Az elülső szárny fonákján a világos szalag mély sárgásfehér, a fehér szín legfeljebb a felső szegélyen és a külső szögletnél bukkan elő.  
Változékonysága nem számottevő. 
Petéje nagy, fehér, bordázott.
Hernyója sárgásbarna, erős fekete hátvonala a fejhez közelítve elmosódik. Feje sárgásszürke, sötétebb, elmosódott, hosszanti csíkokkal. 

### Hasonló fajok
A fehéröves szemeslepke és a tarka szemeslepke hasonlít hozzá.  

Hím
Nőstény

## Elterjedése
Elterjedési területe Európától (inkább Dél- és Közép-Európa) egészen Kazahsztánig húzódik. Magyarországon a hegy- és dombvidékeken gyakori, bár mostanra létszáma megfogyatkozott.

## Életmódja
Száraz, meleg bozótosok, erdőszélek, ligetek, ritkás erdők lakója. 
Az imágó júniustól szeptemberig repül. A nőstény nyár közepén-végén a fűféle (Poaceae) tápnövény száraz leveleire rakja a petéit. A hernyó áttelel és a következő évben tavasz végén, nyár elején bábozódik be. 

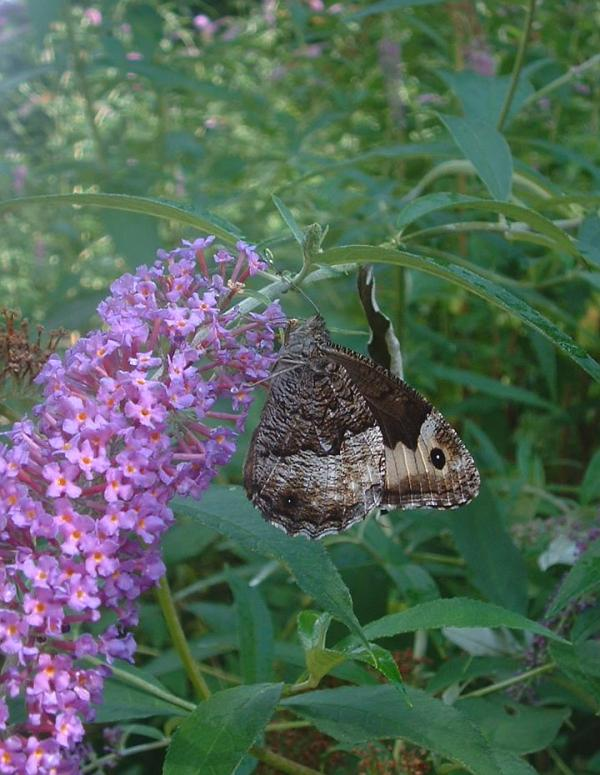
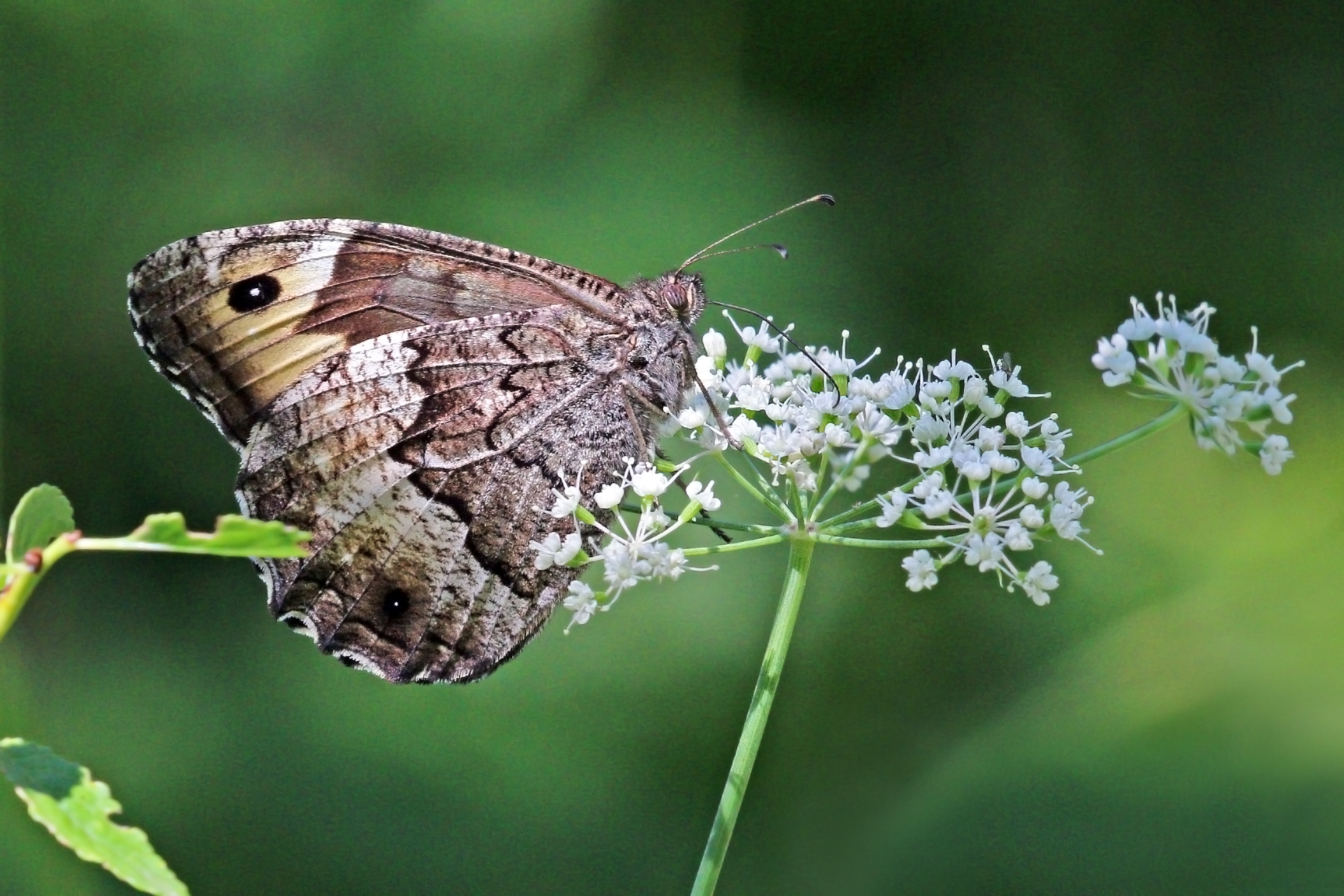
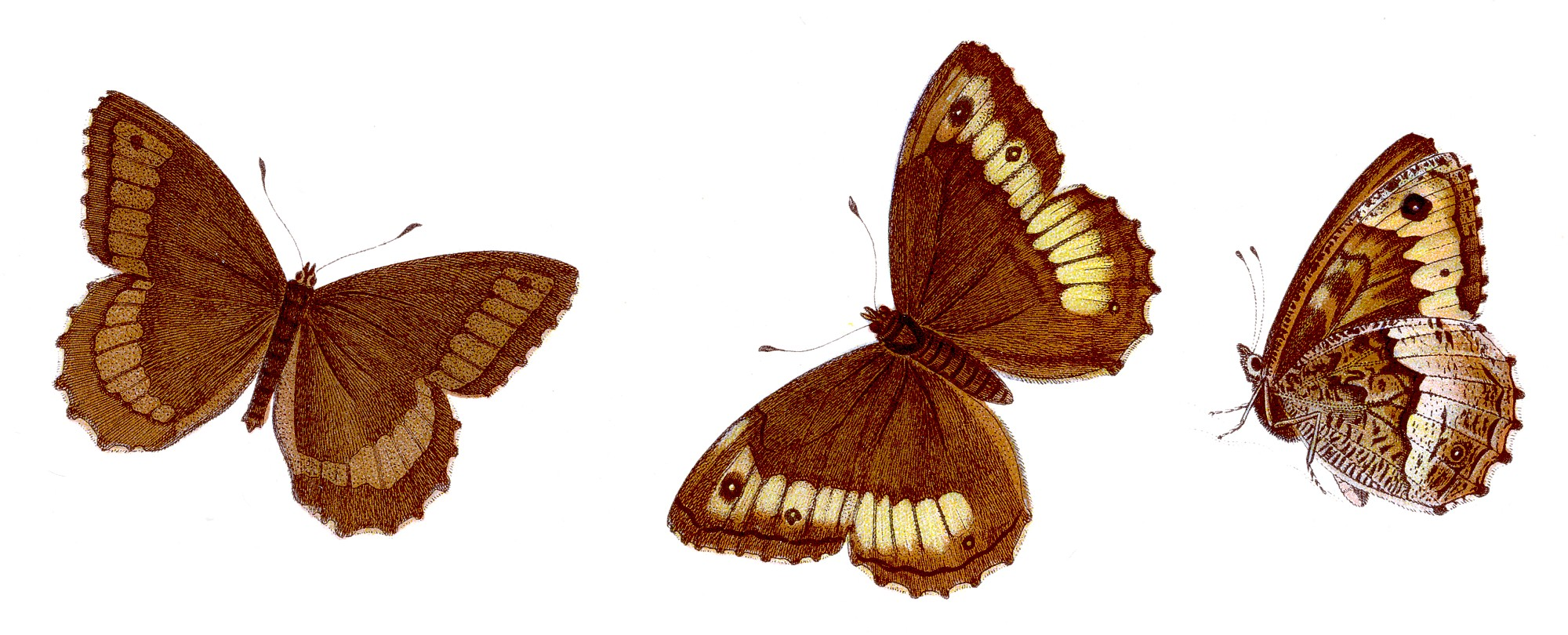
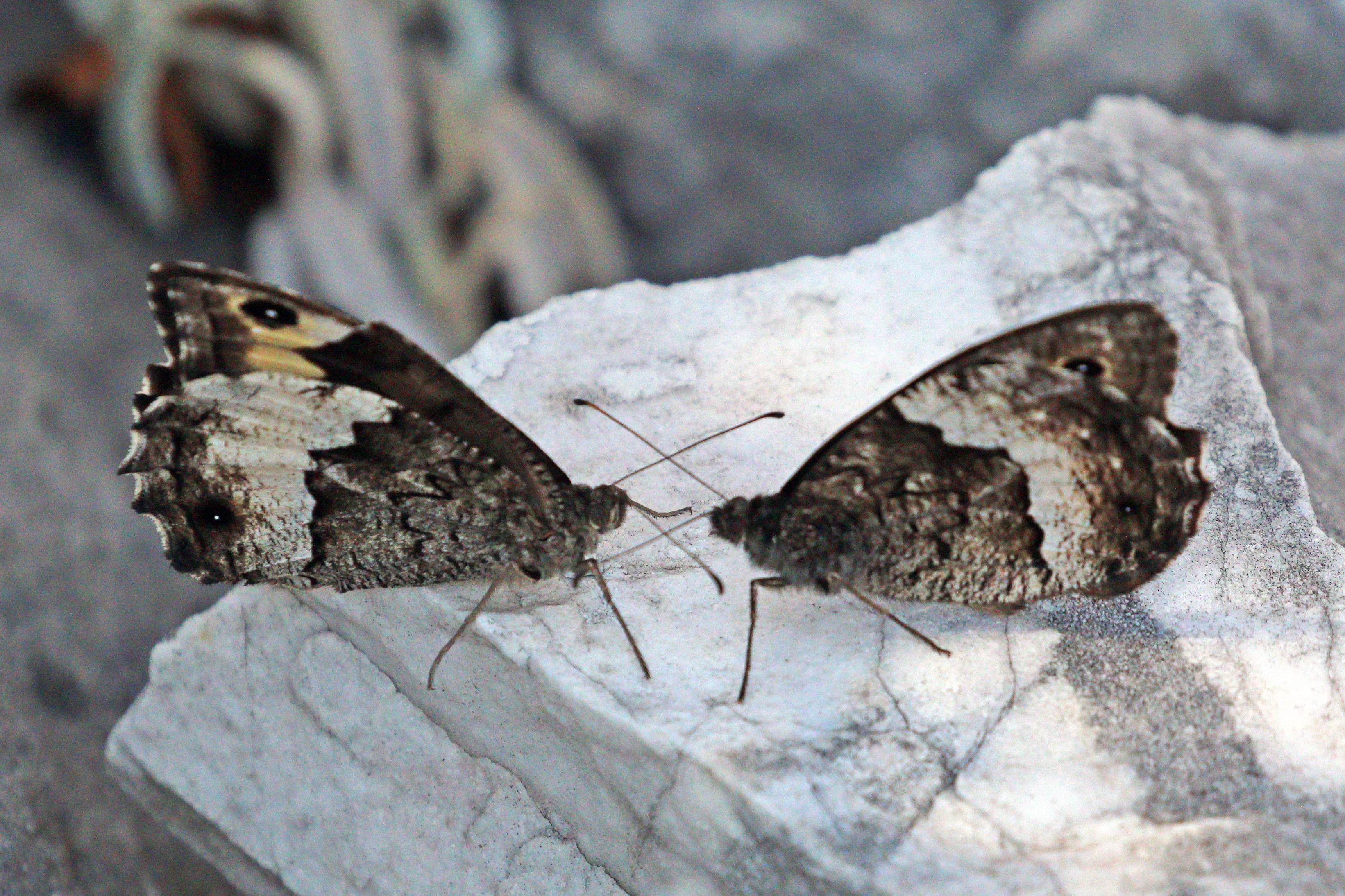

Magyarországon nem védett.